# Frank Farian
Frank Reuther (Kirn, Alemania, 18 de julio de 1941-Miami, EE. UU., 23 de enero de 2024), más conocido por su nombre artístico Frank Farian, fue un productor musical, compositor y cantante alemán.

## Biografía
Farian fue conocido por haber sido el productor del grupo de música disco de los años 70 Boney M. y el dúo de finales de los 80 Milli Vanilli, ambos grupos de músicos con raíces africanas, con los que logró amplio reconocimiento. También fue productor de artistas como los estadounidenses Meat Loaf, Terence Trent D'Arby y los grupos de música bailable Eruption, No Mercy y La Bouche. Su cúmulo de estrellas es conocido como The Frank Farian Corporation.
Vivió en Miami y trabajó bajo su propio sello llamado MCI. Entre sus reconocimientos, Farian cuenta con 850 millones de discos vendidos y 800 certificaciones de oro y platino a nivel mundial por las múltiples ventas de los artistas que ha producido.
Pese a su incomparable éxito, fue conocido como The Hit Man, Farian también utilizó métodos cuestionables. Era frecuente que sus intérpretes no fueran los que necesariamente cantasen, como en los casos de Bobby Farrell de Boney M. o el escándalo del lip-sync de Milli Vanilli, suscitado en los Estados Unidos en 1990. Este método muy común por esos años en la música pop europea fue replicado en Estados Unidos por el grupo C+C Music Factory, presentando una modelo en sus videoclips y presentaciones, mientras que la voz original era, en algunas canciones, de la cantante Martha Wash.
Falleció el 23 de enero de 2024 en su casa de Miami, Florida, según comunicó el medio alemán Deutsche Welle.

## Discografía

### Producciones
Boney M.
- Take the Heat off Me (#2 Alemania, #1 Suecia)
- Love for Sale (#1 Alemania, #1 Suecia, #2 Países Bajos)
- Nightflight to Venus (#1 Reino Unido, #1 Alemania, #1 Países Bajos)
- Oceans of Fantasy (#1 Reino Unido, #1 Alemania, #3 Países Bajos)
- The Magic of Boney M. – 20 Golden Hits (#1 Reino Unido, #2 Alemania, #2 Nueva Zelanda)
- Gold – 20 Super Hits (#2 Países Bajos, #2 Nueva Zelanda)

Milli Vanilli
- All or Nothing (#4 Alemania, #1 Australia, #1 Países Bajos)
- Girl You Know It's True (#1 USA, #1 Canada)

La Bouche
- Sweet Dreams (#2 Finlandia, #2 Suiza, #10 Australia)

No Mercy
- My Promise (#4 Australia, #3 Países Bajos)

Meat Loaf
- Blind before I stop  (#21 Suiza, #51 Alemania)